# На прицілі ваш мозок
«На прицілі ваш мозок» (рос. На прицеле ваш мозг) — радянський фільм 1984 року, знятий на кіностудії «Київнаукфільм» режисерами Феліксом Соболєвим (помер під час зйомок) та Віктором Олендером. 
Особливістю фільму є його позитивна спрямованість на комуністичну ідеологію. В ньому факти маніпулювання масовою думкою через телебачення, рекламу і політичні технології подаються як такі що притаманні лише капіталістичній системі. У фільмі вони протиставляються радянській політичній системі в принципі. Таким чином фільм відкрито демонструє негативні тенденції капіталізму і масового суспільства та приховано видає радянську систему за вищу, кращу в порівняні з капіталізмом.

## Нагороди
- Всесоюзний кінофестиваль в Алма-Аті (1986; документальний фільм)